# Interrex (Polonia)

Stemma della Confederazione polacco-lituana

L'Interrex, durante la storia romana, era una istituzione del diritto romano per la quale, quando veniva a mancare il potere supremo dello Stato, questo veniva esercitato da un Interrex per un periodo limitato di tempo. L'istituzione dell'interrex esisteva nella Corona del Regno di Polonia, le cui classi dirigenti amavano vedere il loro Commonwealth come un erede delle tradizioni dell'Impero Romano.
Il monarca del Commonwealth, che deteneva il doppio titolo delle Due Nazioni (Re di Polonia e Granduca di Lituania), entrava nella loro carica mediante libere elezioni (wolna elekcja), che spesso portavano a un interregno relativamente lungo.
Dal 1572, il ruolo di interrex spettava tradizionalmente all'arcivescovo di Gniezno e primate di Polonia della Chiesa cattolica romana. L'Arcivescovo poteva nominare un sostituto (tradizionalmente sceglieva il Vescovo di Kujawy, che occasionalmente usava il titolo di viceprimate).
L'interrex aveva il compito rappresentare il paese sulla scena internazionale e supervisionare l'amministrazione interna fino all'elezione di un nuovo re. In circostanze particolari poteva dichiarare guerra e negoziare la pace. Convocò e presiedette il sejm di convocazione e il sejm di elezione, l'assemblea della nobiltà che eleggeva il re. Annunciava anche l'elezione del re.

## Elenco
| Nome | Nome                                       | Mandato | Mandato | Note                                   |
| Nome | Nome                                       | Inizio  | Fine    | Note                                   |
| ---- | ------------------------------------------ | ------- | ------- | -------------------------------------- |
|      | Jakub Uchański (1502–1581)                 | 1572    | 1573    |                                        |
|      | Jakub Uchański (1502–1581)                 | 1574    | 1575    | Seconda volta                          |
|      | Stanisław Karnkowski (1520–1603)           | 1586    | 1587    |                                        |
|      | Jan Wężyk (1575–1638)                      | 1632    | 1632    |                                        |
|      | Maciej Łubieński (1572–1652)               | 1648    | 1648    |                                        |
|      | Mikołaj Prażmowski (1617–1673)             | 1668    | 1669    |                                        |
|      | Kazimierz Florian Czartoryski (16??–1674)  | 1673    | 1674    | Morto in carica                        |
|      | Andrzej Trzebicki (1607–1679)              | 1674    | 1674    | Vescovo di Cracovia                    |
|      | Michał Stefan Radziejowski (1645–1705)     | 1696    | 1697    |                                        |
|      | Michał Stefan Radziejowski (1645–1705)     | 1704    | 1705    | Seconda volta                          |
|      | Mikołaj Święcicki (16??–1707)              | 1704    | 1705    | Venne sostituito dal vescovo di Poznań |
|      | Teodor Andrzej Potocki (1664–1738)         | 1733    | 1734    |                                        |
|      | Władysław Aleksander Łubieński (1703–1767) | 1763    | 1764    |                                        |